# Marilyn Bergman
Marilyn Bergman (10 de novembro de 1928 – 8 de janeiro de 2022) foi uma compositora e autora norte-americana.

## Vida e carreira
Marilyn Katz nasceu em Brooklyn, Nova Iorque e estudou Psicologia e Inglês na Universidade de Nova Iorque. Ela e seu marido Alan Bergman, com quem se casou em 1958, nasceram no mesmo hospital e foi criada no mesmo bairro de Brooklyn. Juntos, eles escreveram músicas e letras para inúmeros programas de televisão, filmes e teatro musical. Um de seus primeiros sucesso foi "Sleep Warm", faixa-título do álbum de 1959 do cantor e ator Dean Martin em que Frank Sinatra foi o maestro convidado. Sinatra gravou o primeiro de suas composições, "Nice 'n' Easy", no álbum de mesmo nome gravado em 1960.
Em 1983, Alan e Marilyn se tornaram os primeiros compositores que escreveram três das cinco músicas nomeadas para o Oscar de melhor canção original - "How Do You Keep the Music Playing?", de Best Friends, "It Might Be You", de Tootsie (com Dave Grusin), e "If We Were in Love", de Yes, Giorgio (com John Williams).
Marilyn Bergman foi introduzido no Songwriters Hall of Fame em 1980. Alan e Marilyn têm uma filha, Julie Bergman Sender, trabalha como produtora de cinema independente.
Em 1986, ela foi premiada com Women in Film Crystal + Lucy Awards que através de sua resistência e a excelência do seu trabalho, ajudaram a expandir o papel das mulheres dentro da indústria do entretenimento.